# Jannie totsiens
Pour plus de détails, voir Fiche technique et Distribution.
Jannie totsiens (Au revoir Jannie en français) est un film d'horreur  d'avant-garde sud-africain de langue principalement afrikaans, réalisé par Jans Rautenbach et sorti en 1970. 

## Genre
Jannie totsiens est un thriller d'horreur psychologique d'avant-garde, considéré comme une allégorie de la société sud-africaine à l'époque de l'apartheid. 

## Descriptif
L'Afrique du Sud sous l'apartheid est représenté allégoriquement comme un asile psychiatrique privé où les détenus sont majoritairement de type afrikaner à quelques exceptions près. On y trouve un membre de l’ex-Ossewabrandwag (Don Leonard), un juge devenu fou après la libération de l'assassin de sa fille (Jacques Loots), une nymphomane transportant un couteau avec la Bible sous le bras (Katinka Heyns), une femme psychotique (Jill Kirkland) qui écrit en
permanence des lettres à sa fille décédée, un peintre sans bras. L'asile a été créé par le personnage de Magda du Plessis, une épouse abandonnée dont le portrait de mariage la montre au bras d'un homme sans visage. L'interprète, Hermien Dommisse, jouait dans le film Die Kandidaat, le rôle de la gardienne des mœurs de la nation afrikaner. Ici, elle exerce toujours ce rôle en veillant sur les autres patients.
Le personnage de Jannie (Cobus Rossouw) est le nouvel arrivant. Il est muet au début du film comme une métaphore des voix critiques de l'apartheid dans le domaine des arts.

## Fiche technique
- Film en couleur
- Film en langue afrikaans
- Réalisation : Jans Rautenbach
- Scénario : Jans Rautenbach
- Mise en scène : David Dunn-Yarber et Koos Roets
- Musique : Sam Sklair
- Production : Kinekor Films
- Durée : 114 minutes
- Origine :  Afrique du Sud
- Sortie en Afrique du Sud: 1970

## Distribution
- Jill Kirkland : Liz
- Cobus Rossouw : Jannie Pienaar
- Hermien Dommisse : Magda du Plessis
- Katinka Heyns : Linda
- Patrick Mynhardt : George

## Synopsis
Un professeur de mathématiques souffrant d'une forme de catatonie et d'un complexe d'Œdipe est interné dans un institut psychiatrique, véritable microcosme de la société sud-africaine de 1970. Il est d'abord ostracisé par les autres internés, jusqu'à ce qu'ils l'utilisent comme bouc émissaire lorsqu'une patiente de l'asile, qui lui avait fait des avances amoureuses, se suicide par dépit amoureux. Outrés par ce décès dont ils imputent la responsabilité à Jannie, les autres patients organisent un simulacre de procès et le condamnent pour meurtre.

## Sortie en Afrique du Sud
Le film fut un échec commercial en Afrique du Sud.